# Milford, New Hampshire
Milford, kommun (town) i Hillsborough County, New Hampshire, USA med 15 115 invånare (2010). 

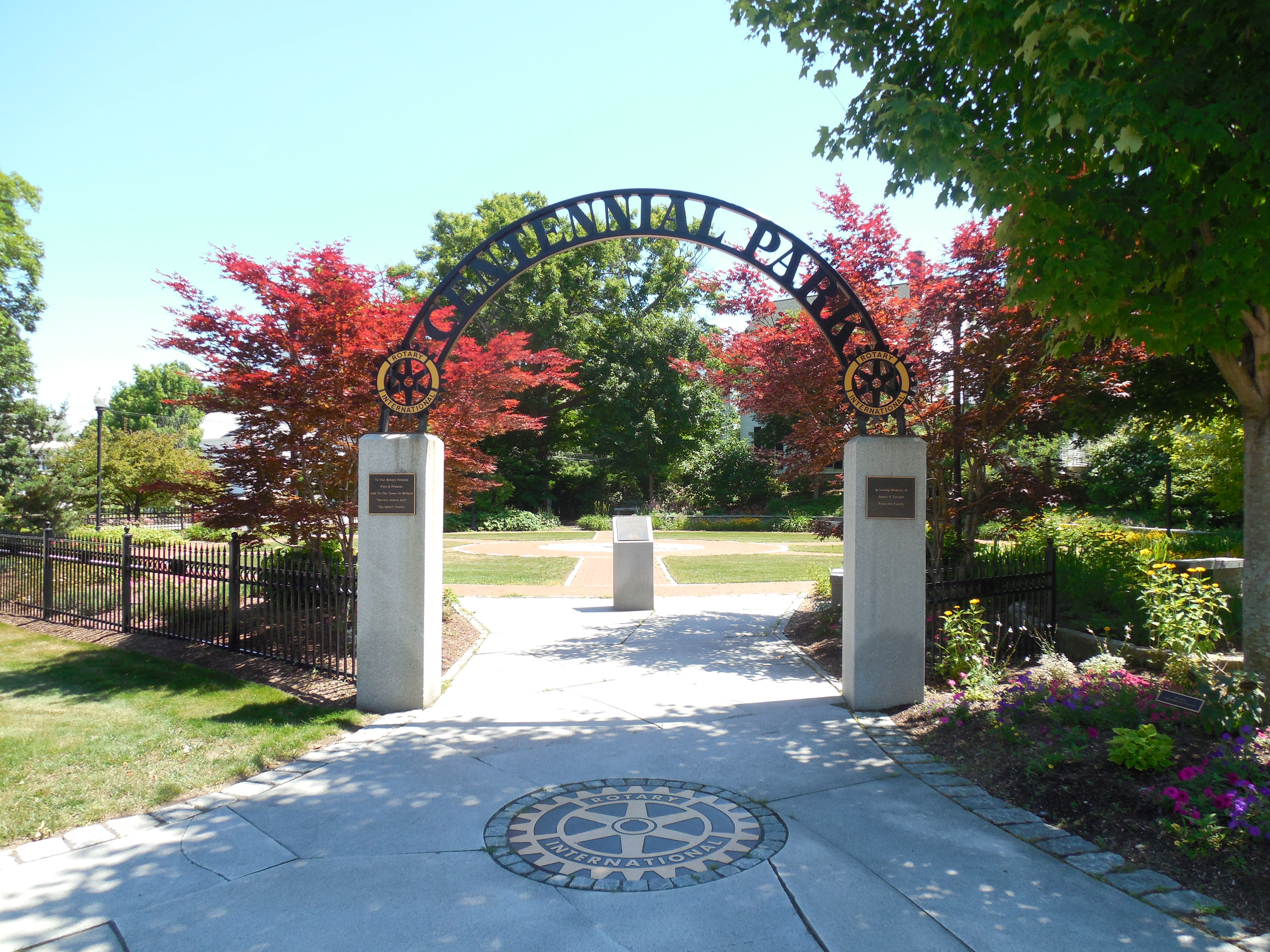